# Fundusz sekurytyzacyjny
Fundusz sekurytyzacyjny – szczególny typ funduszu inwestycyjnego zamkniętego, który poprzez emisję certyfikatów inwestycyjnych gromadzi środki na nabycie wierzytelności lub praw z tytułu wierzytelności, a następnie dokonuje windykacji nabytych wierzytelności lub praw z wierzytelności albo obrotu nimi w celu osiągnięcia zysku.
Fundusze sekurytyzacyjne mogą być utworzone jako fundusze standaryzowane lub niestandaryzowane. Różnica między nimi polega na tym, że fundusz standaryzowany jest tworzony z mocy ustawy jako fundusz z wydzielonymi subfunduszami, zaś fundusz niestandaryzowany może być tworzony jako fundusz z wydzielonymi subfunduszami opcjonalnie. Na funduszu standaryzowanym i niestandaryzowanym spoczywają także różne wymogi dotyczące lokowania środków w wierzytelności.
Ponadto uczestnikami funduszu niestandaryzowanego mogą być wyłącznie osoby prawne i jednostki organizacyjne nieposiadające osobowości prawnej. Osoby fizyczne mogą być uczestnikami takiego funduszu tylko wtedy, kiedy taką możliwość przewiduje jego statut, a cena certyfikatu inwestycyjnego nie jest mniejsza niż równowartość w złotych 40 000 euro.
Fundusze sekurytyzacyjne poddane są ścisłym ograniczeniom inwestycyjnym, które stanowią, że poza wierzytelnościami, fundusze te mogą lokować aktywa wyłącznie w:
- dłużne papiery wartościowe,
- jednostki uczestnictwa funduszy rynku pieniężnego,
- depozyty w bankach krajowych lub instytucjach kredytowych,
- instrumenty rynku pieniężnego,
- instrumenty pochodne (jednak wyłącznie w celu ograniczenia ryzyka inwestycyjnego).